# Lucinda Jenney
Lucinda Jenney (Long Island, 23 aprile 1954) è un'attrice statunitense.

## Biografia
Apprezzata caratterista, è nota per essere apparsa in importanti pellicole come Peggy Sue si è sposata, Rain Man, Nato il 4 luglio, Thelma & Louise, American Heart (per la quale è stata nominata all'Independent Spirit Award), Matinée, Via da Las Vegas.

## Vita privata
Dal 2017 è sposata con Bill Moseley. Ha una figlia, Marion.

## Filmografia

### Cinema
- The Whoopee Boys - giuggioloni e porcelloni (The Whoopee Boys), regia di John Byrum (1985)
- Peggy Sue si è sposata (Peggy Sue Got Married), regia di Francis Ford Coppola (1986)
- Verne Miller: Chicago anni '30 (Verne Miller), regia di Rod Hewitt (1988)
- Rain Man - L'uomo della pioggia (Rain Man), regia di Barry Levinson (1988)
- Nato il quattro luglio (Born on the Fourth of July), regia di Oliver Stone (1989)
- Thelma & Louise, regia di Ridley Scott (1991)
- Via da Las Vegas (Leaving Las Vegas), regia di Michael Figgis (1995)
- La grazia nel cuore (Grace of My Heart), regia di Allison Anders (1996)
- L'occhio del male (Thinner), regia di Tom Holland (1996)
- Soldato Jane (G.I. Jane), regia di Ridley Scott (1997)
- Mad City - Assalto alla notizia (Mad City), regia di Costa-Gavras (1997)
- Al di là dei sogni (What Dreams May Come), regia di Vincent Ward (1988)
- Amori & incantesimi (Practical Magic), regia di Griffin Dunne (1988)
- Prove d'accusa (Loved), regia di Erin Dignam (1997)
- Welcome to Hollywood, regia di Adam Rifkin (1998)
- In fondo al cuore (The Deep End of the Ocean), regia di Ulu Grosbard (1999)
- Delitto + castigo a Suburbia (Crime + Punishment in Suburbia), regia di Rob Schmidt (2000)
- Il sapore della vittoria (Remember the Titans), regia di Boaz Yakin (2000)
- Thirteen Days, regia di Roger Donaldson (2001)
- The Mothman Prophecies - Voci dall'ombra (The Mothman Prophecies), regia di Mark Pellington (2002)
- S.W.A.T. - Squadra speciale anticrimine (S.W.A.T.), regia di Clark Johnson (2003)
- Una notte da leoni (The Hangover), regia di Todd Phillips (2009)
- A Thousand Junkies, regia di Tommy Swerdlow (2017)
- 3 from Hell, regia di Rob Zombie (2018)

### Televisione
- West Wing - Tutti gli uomini del Presidente (The West Wing) - serie TV, episodio 4x09 (2002)
- Dr. House - Medical Division (House, M.D.) - serie TV, episodio 1x05 (2004)
- Cold Case - Delitti irrisolti (Cold Case) - serie TV, episodio 4x14 (2007)
- Detective Monk (Monk) - serie TV, episodio 6x09 (2007)

## Doppiatrici italiane
Nelle versioni in italiano delle opere in cui ha recitato, Lucinda Jenney è stata doppiata da:
- Isabella Pasanisi in Rain Man - L'uomo della pioggia
- Francesca Guadagno in Prove d'accusa
- Pinella Dragani in Thirteen Days
- Monica Gravina in The Shield
- Cinzia De Carolis in CSI - Scena del crimine
- Alessandra Korompay in Cold Case - Delitti irrisolti
- Emilia Costa in Detective Monk
- Michela Alborghetti in Prove d'accusa (ridoppiaggio)